# Maximillian Giuliani
Pour les articles homonymes, voir Giuliani.
Maximillian Giuliani, né le 3 juillet 2003 à Carlton, est un nageur australien spécialiste du 200 mètres nage libre.

## Biographie
Maximillian Giuliani est originaire de l'État de Victoria et a grandi en Tasmanie. Depuis 2022, il nage pour le Miami Swim Club à Gold Coast.
En 2023, Giuliani termine septième au 200 mètres nage libre aux Championnats d'Australie. En décembre 2023, il améliore son meilleur temps à 1 min 44 s 79, ce qui constitue la deuxième meilleure performance australienne sur cette distance derrière Ian Thorpe.
En avril 2024, Giuliani termine cinquième au 200 mètres nage libre aux Championnats d'Australie. Deux mois plus tard, il décroche sa qualification pour les Jeux olympiques en battant les minima fixés à 1 min 46 s 26. Aux Jeux Olympiques de Paris, Giuliani se qualifie pour la finale du 200 mètres nage libre après avoir pris cinquième place lors des séries mais termine septième avec un temps de 1 min 45 s 57. Il ne concourt lors des séries du relais 4 x 200 mètres libre mais il est aligné pour la finale comme premier relayeur avec Flynn Southam, Elijah Winnington et Thomas Neill : le relais australien obtient la médaille de bronze avec un temps de 7 min 1 s 98 derrière les équipes de relais britanniques et américaines.
En décembre 2024, il participe aux championnats du monde de natation en petit bassin à Budapest où il remporte deux médailles d'argent sur 200 mètres nage libre et sur le relais 4 x 200 mètres masculin avec à chaque fois un nouveau record d'Océanie. Il échoue par contre à monter sur le podium des relais masculins 4 × 100 mètres nage libre (8e place en finale) et 4 × 100 mètres 4 nages (6e place en finale).

## Palmarès

### Jeux olympiques
- Jeux olympiques d'été de 2024 à Paris :
  -  Médaille de bronze du relais 4 × 200 m nage libre.

### Championnats du monde

#### Grand bassin
- Championnats du monde 2025 à Singapour :
  -  Médaille d'or du relais 4 × 100 m nage libre.
  -  Médaille de bronze du relais 4 × 200 m nage libre.

#### Petit bassin
- Championnats du monde 2024 à Budapest :
  -  Médaille d'argent du 200 m nage libre.
  -  Médaille d'argent du 4 × 200 m nage libre.